# 1349
Portal Geschichte | Portal Biografien | Aktuelle Ereignisse | Jahreskalender | Tagesartikel

◄ |
13. Jahrhundert |
14. Jahrhundert
| 15. Jahrhundert | ►

◄ |
1310er |
1320er |
1330er |
1340er
| 1350er | 1360er | 1370er | ►

◄◄ |
◄ |
1345 |
1346 |
1347 |
1348 |
1349
| 1350 | 1351 | 1352 | 1353 | ► | ►►
Staatsoberhäupter  · Nekrolog
| Januar | Januar | Januar | Januar | Januar | Januar | Januar | Januar |
| Kw     | Mo     | Di     | Mi     | Do     | Fr     | Sa     | So     |
| ------ | ------ | ------ | ------ | ------ | ------ | ------ | ------ |
| 1      |        |        |        | 1      | 2      | 3      | 4      |
| 2      | 5      | 6      | 7      | 8      | 9      | 10     | 11     |
| 3      | 12     | 13     | 14     | 15     | 16     | 17     | 18     |
| 4      | 19     | 20     | 21     | 22     | 23     | 24     | 25     |
| 5      | 26     | 27     | 28     | 29     | 30     | 31     |        |

| Februar | Februar | Februar | Februar | Februar | Februar | Februar | Februar |
| Kw      | Mo      | Di      | Mi      | Do      | Fr      | Sa      | So      |
| ------- | ------- | ------- | ------- | ------- | ------- | ------- | ------- |
| 5       |         |         |         |         |         |         | 1       |
| 6       | 2       | 3       | 4       | 5       | 6       | 7       | 8       |
| 7       | 9       | 10      | 11      | 12      | 13      | 14      | 15      |
| 8       | 16      | 17      | 18      | 19      | 20      | 21      | 22      |
| 9       | 23      | 24      | 25      | 26      | 27      | 28      |         |

| März | März | März | März | März | März | März | März |
| Kw   | Mo   | Di   | Mi   | Do   | Fr   | Sa   | So   |
| ---- | ---- | ---- | ---- | ---- | ---- | ---- | ---- |
| 9    |      |      |      |      |      |      | 1    |
| 10   | 2    | 3    | 4    | 5    | 6    | 7    | 8    |
| 11   | 9    | 10   | 11   | 12   | 13   | 14   | 15   |
| 12   | 16   | 17   | 18   | 19   | 20   | 21   | 22   |
| 13   | 23   | 24   | 25   | 26   | 27   | 28   | 29   |
| 14   | 30   | 31   |      |      |      |      |      |

| April | April | April | April | April | April | April | April |
| Kw    | Mo    | Di    | Mi    | Do    | Fr    | Sa    | So    |
| ----- | ----- | ----- | ----- | ----- | ----- | ----- | ----- |
| 14    |       |       | 1     | 2     | 3     | 4     | 5     |
| 15    | 6     | 7     | 8     | 9     | 10    | 11    | 12    |
| 16    | 13    | 14    | 15    | 16    | 17    | 18    | 19    |
| 17    | 20    | 21    | 22    | 23    | 24    | 25    | 26    |
| 18    | 27    | 28    | 29    | 30    |       |       |       |

| Mai | Mai | Mai | Mai | Mai | Mai | Mai | Mai |
| Kw  | Mo  | Di  | Mi  | Do  | Fr  | Sa  | So  |
| --- | --- | --- | --- | --- | --- | --- | --- |
| 18  |     |     |     |     | 1   | 2   | 3   |
| 19  | 4   | 5   | 6   | 7   | 8   | 9   | 10  |
| 20  | 11  | 12  | 13  | 14  | 15  | 16  | 17  |
| 21  | 18  | 19  | 20  | 21  | 22  | 23  | 24  |
| 22  | 25  | 26  | 27  | 28  | 29  | 30  | 31  |

| Juni | Juni | Juni | Juni | Juni | Juni | Juni | Juni |
| Kw   | Mo   | Di   | Mi   | Do   | Fr   | Sa   | So   |
| ---- | ---- | ---- | ---- | ---- | ---- | ---- | ---- |
| 23   | 1    | 2    | 3    | 4    | 5    | 6    | 7    |
| 24   | 8    | 9    | 10   | 11   | 12   | 13   | 14   |
| 25   | 15   | 16   | 17   | 18   | 19   | 20   | 21   |
| 26   | 22   | 23   | 24   | 25   | 26   | 27   | 28   |
| 27   | 29   | 30   |      |      |      |      |      |

| Juli | Juli | Juli | Juli | Juli | Juli | Juli | Juli |
| Kw   | Mo   | Di   | Mi   | Do   | Fr   | Sa   | So   |
| ---- | ---- | ---- | ---- | ---- | ---- | ---- | ---- |
| 27   |      |      | 1    | 2    | 3    | 4    | 5    |
| 28   | 6    | 7    | 8    | 9    | 10   | 11   | 12   |
| 29   | 13   | 14   | 15   | 16   | 17   | 18   | 19   |
| 30   | 20   | 21   | 22   | 23   | 24   | 25   | 26   |
| 31   | 27   | 28   | 29   | 30   | 31   |      |      |

| August | August | August | August | August | August | August | August |
| Kw     | Mo     | Di     | Mi     | Do     | Fr     | Sa     | So     |
| ------ | ------ | ------ | ------ | ------ | ------ | ------ | ------ |
| 31     |        |        |        |        |        | 1      | 2      |
| 32     | 3      | 4      | 5      | 6      | 7      | 8      | 9      |
| 33     | 10     | 11     | 12     | 13     | 14     | 15     | 16     |
| 34     | 17     | 18     | 19     | 20     | 21     | 22     | 23     |
| 35     | 24     | 25     | 26     | 27     | 28     | 29     | 30     |
| 36     | 31     |        |        |        |        |        |        |

| September | September | September | September | September | September | September | September |
| Kw        | Mo        | Di        | Mi        | Do        | Fr        | Sa        | So        |
| --------- | --------- | --------- | --------- | --------- | --------- | --------- | --------- |
| 36        |           | 1         | 2         | 3         | 4         | 5         | 6         |
| 37        | 7         | 8         | 9         | 10        | 11        | 12        | 13        |
| 38        | 14        | 15        | 16        | 17        | 18        | 19        | 20        |
| 39        | 21        | 22        | 23        | 24        | 25        | 26        | 27        |
| 40        | 28        | 29        | 30        |           |           |           |           |

| Oktober | Oktober | Oktober | Oktober | Oktober | Oktober | Oktober | Oktober |
| Kw      | Mo      | Di      | Mi      | Do      | Fr      | Sa      | So      |
| ------- | ------- | ------- | ------- | ------- | ------- | ------- | ------- |
| 40      |         |         |         | 1       | 2       | 3       | 4       |
| 41      | 5       | 6       | 7       | 8       | 9       | 10      | 11      |
| 42      | 12      | 13      | 14      | 15      | 16      | 17      | 18      |
| 43      | 19      | 20      | 21      | 22      | 23      | 24      | 25      |
| 44      | 26      | 27      | 28      | 29      | 30      | 31      |         |

| November | November | November | November | November | November | November | November |
| Kw       | Mo       | Di       | Mi       | Do       | Fr       | Sa       | So       |
| -------- | -------- | -------- | -------- | -------- | -------- | -------- | -------- |
| 44       |          |          |          |          |          |          | 1        |
| 45       | 2        | 3        | 4        | 5        | 6        | 7        | 8        |
| 46       | 9        | 10       | 11       | 12       | 13       | 14       | 15       |
| 47       | 16       | 17       | 18       | 19       | 20       | 21       | 22       |
| 48       | 23       | 24       | 25       | 26       | 27       | 28       | 29       |
| 49       | 30       |          |          |          |          |          |          |

| Dezember | Dezember | Dezember | Dezember | Dezember | Dezember | Dezember | Dezember |
| Kw       | Mo       | Di       | Mi       | Do       | Fr       | Sa       | So       |
| -------- | -------- | -------- | -------- | -------- | -------- | -------- | -------- |
| 49       |          | 1        | 2        | 3        | 4        | 5        | 6        |
| 50       | 7        | 8        | 9        | 10       | 11       | 12       | 13       |
| 51       | 14       | 15       | 16       | 17       | 18       | 19       | 20       |
| 52       | 21       | 22       | 23       | 24       | 25       | 26       | 27       |
| 53       | 28       | 29       | 30       | 31       |          |          |          |

| Januar | Januar | Januar | Januar | Januar | Januar | Januar | Januar |
| Kw     | Mo     | Di     | Mi     | Do     | Fr     | Sa     | So     |
| ------ | ------ | ------ | ------ | ------ | ------ | ------ | ------ |
| 1      |        |        |        | 1      | 2      | 3      | 4      |
| 2      | 5      | 6      | 7      | 8      | 9      | 10     | 11     |
| 3      | 12     | 13     | 14     | 15     | 16     | 17     | 18     |
| 4      | 19     | 20     | 21     | 22     | 23     | 24     | 25     |
| 5      | 26     | 27     | 28     | 29     | 30     | 31     |        |

| Februar | Februar | Februar | Februar | Februar | Februar | Februar | Februar |
| Kw      | Mo      | Di      | Mi      | Do      | Fr      | Sa      | So      |
| ------- | ------- | ------- | ------- | ------- | ------- | ------- | ------- |
| 5       |         |         |         |         |         |         | 1       |
| 6       | 2       | 3       | 4       | 5       | 6       | 7       | 8       |
| 7       | 9       | 10      | 11      | 12      | 13      | 14      | 15      |
| 8       | 16      | 17      | 18      | 19      | 20      | 21      | 22      |
| 9       | 23      | 24      | 25      | 26      | 27      | 28      |         |

| März | März | März | März | März | März | März | März |
| Kw   | Mo   | Di   | Mi   | Do   | Fr   | Sa   | So   |
| ---- | ---- | ---- | ---- | ---- | ---- | ---- | ---- |
| 9    |      |      |      |      |      |      | 1    |
| 10   | 2    | 3    | 4    | 5    | 6    | 7    | 8    |
| 11   | 9    | 10   | 11   | 12   | 13   | 14   | 15   |
| 12   | 16   | 17   | 18   | 19   | 20   | 21   | 22   |
| 13   | 23   | 24   | 25   | 26   | 27   | 28   | 29   |
| 14   | 30   | 31   |      |      |      |      |      |

| April | April | April | April | April | April | April | April |
| Kw    | Mo    | Di    | Mi    | Do    | Fr    | Sa    | So    |
| ----- | ----- | ----- | ----- | ----- | ----- | ----- | ----- |
| 14    |       |       | 1     | 2     | 3     | 4     | 5     |
| 15    | 6     | 7     | 8     | 9     | 10    | 11    | 12    |
| 16    | 13    | 14    | 15    | 16    | 17    | 18    | 19    |
| 17    | 20    | 21    | 22    | 23    | 24    | 25    | 26    |
| 18    | 27    | 28    | 29    | 30    |       |       |       |

| Mai | Mai | Mai | Mai | Mai | Mai | Mai | Mai |
| Kw  | Mo  | Di  | Mi  | Do  | Fr  | Sa  | So  |
| --- | --- | --- | --- | --- | --- | --- | --- |
| 18  |     |     |     |     | 1   | 2   | 3   |
| 19  | 4   | 5   | 6   | 7   | 8   | 9   | 10  |
| 20  | 11  | 12  | 13  | 14  | 15  | 16  | 17  |
| 21  | 18  | 19  | 20  | 21  | 22  | 23  | 24  |
| 22  | 25  | 26  | 27  | 28  | 29  | 30  | 31  |

| Juni | Juni | Juni | Juni | Juni | Juni | Juni | Juni |
| Kw   | Mo   | Di   | Mi   | Do   | Fr   | Sa   | So   |
| ---- | ---- | ---- | ---- | ---- | ---- | ---- | ---- |
| 23   | 1    | 2    | 3    | 4    | 5    | 6    | 7    |
| 24   | 8    | 9    | 10   | 11   | 12   | 13   | 14   |
| 25   | 15   | 16   | 17   | 18   | 19   | 20   | 21   |
| 26   | 22   | 23   | 24   | 25   | 26   | 27   | 28   |
| 27   | 29   | 30   |      |      |      |      |      |

| Juli | Juli | Juli | Juli | Juli | Juli | Juli | Juli |
| Kw   | Mo   | Di   | Mi   | Do   | Fr   | Sa   | So   |
| ---- | ---- | ---- | ---- | ---- | ---- | ---- | ---- |
| 27   |      |      | 1    | 2    | 3    | 4    | 5    |
| 28   | 6    | 7    | 8    | 9    | 10   | 11   | 12   |
| 29   | 13   | 14   | 15   | 16   | 17   | 18   | 19   |
| 30   | 20   | 21   | 22   | 23   | 24   | 25   | 26   |
| 31   | 27   | 28   | 29   | 30   | 31   |      |      |

| August | August | August | August | August | August | August | August |
| Kw     | Mo     | Di     | Mi     | Do     | Fr     | Sa     | So     |
| ------ | ------ | ------ | ------ | ------ | ------ | ------ | ------ |
| 31     |        |        |        |        |        | 1      | 2      |
| 32     | 3      | 4      | 5      | 6      | 7      | 8      | 9      |
| 33     | 10     | 11     | 12     | 13     | 14     | 15     | 16     |
| 34     | 17     | 18     | 19     | 20     | 21     | 22     | 23     |
| 35     | 24     | 25     | 26     | 27     | 28     | 29     | 30     |
| 36     | 31     |        |        |        |        |        |        |

| September | September | September | September | September | September | September | September |
| Kw        | Mo        | Di        | Mi        | Do        | Fr        | Sa        | So        |
| --------- | --------- | --------- | --------- | --------- | --------- | --------- | --------- |
| 36        |           | 1         | 2         | 3         | 4         | 5         | 6         |
| 37        | 7         | 8         | 9         | 10        | 11        | 12        | 13        |
| 38        | 14        | 15        | 16        | 17        | 18        | 19        | 20        |
| 39        | 21        | 22        | 23        | 24        | 25        | 26        | 27        |
| 40        | 28        | 29        | 30        |           |           |           |           |

| Oktober | Oktober | Oktober | Oktober | Oktober | Oktober | Oktober | Oktober |
| Kw      | Mo      | Di      | Mi      | Do      | Fr      | Sa      | So      |
| ------- | ------- | ------- | ------- | ------- | ------- | ------- | ------- |
| 40      |         |         |         | 1       | 2       | 3       | 4       |
| 41      | 5       | 6       | 7       | 8       | 9       | 10      | 11      |
| 42      | 12      | 13      | 14      | 15      | 16      | 17      | 18      |
| 43      | 19      | 20      | 21      | 22      | 23      | 24      | 25      |
| 44      | 26      | 27      | 28      | 29      | 30      | 31      |         |

| November | November | November | November | November | November | November | November |
| Kw       | Mo       | Di       | Mi       | Do       | Fr       | Sa       | So       |
| -------- | -------- | -------- | -------- | -------- | -------- | -------- | -------- |
| 44       |          |          |          |          |          |          | 1        |
| 45       | 2        | 3        | 4        | 5        | 6        | 7        | 8        |
| 46       | 9        | 10       | 11       | 12       | 13       | 14       | 15       |
| 47       | 16       | 17       | 18       | 19       | 20       | 21       | 22       |
| 48       | 23       | 24       | 25       | 26       | 27       | 28       | 29       |
| 49       | 30       |          |          |          |          |          |          |

| Dezember | Dezember | Dezember | Dezember | Dezember | Dezember | Dezember | Dezember |
| Kw       | Mo       | Di       | Mi       | Do       | Fr       | Sa       | So       |
| -------- | -------- | -------- | -------- | -------- | -------- | -------- | -------- |
| 49       |          | 1        | 2        | 3        | 4        | 5        | 6        |
| 50       | 7        | 8        | 9        | 10       | 11       | 12       | 13       |
| 51       | 14       | 15       | 16       | 17       | 18       | 19       | 20       |
| 52       | 21       | 22       | 23       | 24       | 25       | 26       | 27       |
| 53       | 28       | 29       | 30       | 31       |          |          |          |

## Ereignisse

### Politik und Weltgeschehen

#### Pogrome gegen Juden im Heiligen Römischen Reich

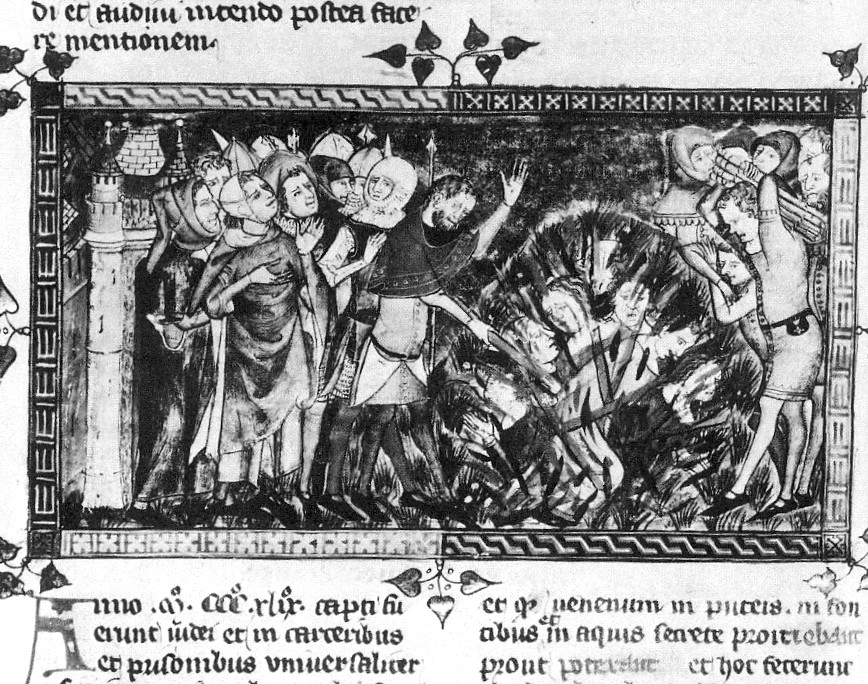
Darstellung der Judenpogrome von 1349 in der flandrischen Chronik Antiquitates Flandriae

- 16. Januar: Beim Basler Judenpogrom werden 50 bis 70 Menschen ermordet. Sie werden auf einer Insel im Rhein in einer Hütte eingesperrt und bei lebendigem Leib verbrannt. Zahlreiche Kinder jüdischer Abstammung werden zwar verschont, aber zwangsgetauft und in ein Kloster gesperrt. Als die Pest im Mai schließlich in der Stadt ausbricht, gilt ihre neuerworbene Religionszugehörigkeit allerdings nichts. Sie werden eingesperrt und hingerichtet, nachdem sie unter der Folter ausgesagt haben, in ein Giftkomplott gegen Basel verwickelt gewesen zu sein.
- 22. Januar: Die etwa 400 Mitglieder umfassende jüdische Gemeinde in Speyer wird durch ein Pogrom bei den Judenverfolgungen zur Zeit des Schwarzen Todes vernichtet.
- 30. Januar: In Freiburg im Breisgau findet ein weiteres Pogrom an der jüdischen Bevölkerung statt.
- 14. Februar: Beim Judenpogrom in Straßburg wird nahezu die gesamte Straßburger jüdische Gemeinde, rund 2.000 Männer, Frauen und Kinder, bei lebendigem Leib verbrannt. Die Morde dauern nach Zeugenaussagen sechs Tage an.
- 23./24. August: In der Bartholomäusnacht stürmt der Mob das Judenviertel in Köln, brennt es nieder und ermordet den Großteil der Bevölkerung, der die Schuld an der europäischen Pestepidemie zugeschoben wird. Mehrere Tausend Menschen kommen ums Leben.
- In Nürnberg werden 562 Juden, etwa ein Drittel der dortigen jüdischen Gemeinde, bei einem Pestpogrom ermordet.
- Auch in St. Gallen kommt es zu Pogromen.

#### Weitere Ereignisse im Reich
- 30. Januar: Günther von Schwarzburg wird von den Wittelsbachern zum Gegenkönig des Luxemburger Karl IV. erhoben. Er stirbt allerdings schon fünf Monate später.
- 11. Juli: Nach dem Tod Günther von Schwarzburgs erfolgt die zweite Krönung Karls IV. zum römisch-deutschen König. Diesmal ist sie allerseits anerkannt.
- Trotz Sympathien für Moritz von Oldenburg verpflichtet sich der Rat der Stadt Bremen offiziell zur Neutralität in der Bremer Erzbischofsfehde mit Gottfried von Arnsberg. Im Oktober gelingt es dem päpstlichen Kandidaten Gottfried, die Unterstützung der Bürgerschaft für sich zu bekommen, die den Rat stürmt und zwingt, für Gottfried Partei zu ergreifen.
- Ulrich III. von Hanau wird Reichsschultheiß von Frankfurt am Main.

#### Weitere Ereignisse in Europa
- Epiros wird vom byzantinischen Kaiser Johannes Kantakuzenos erobert.
- Peter IV. von Aragón vertreibt Jakob III. und in der Folge wird Mallorca aragonische Provinz. Bis zur Autonomie von 1983 wird die Insel vom Festland her regiert.
- Frankreich erwirbt die Dauphiné, östlich der Rhone.

#### Urkundliche Ersterwähnungen

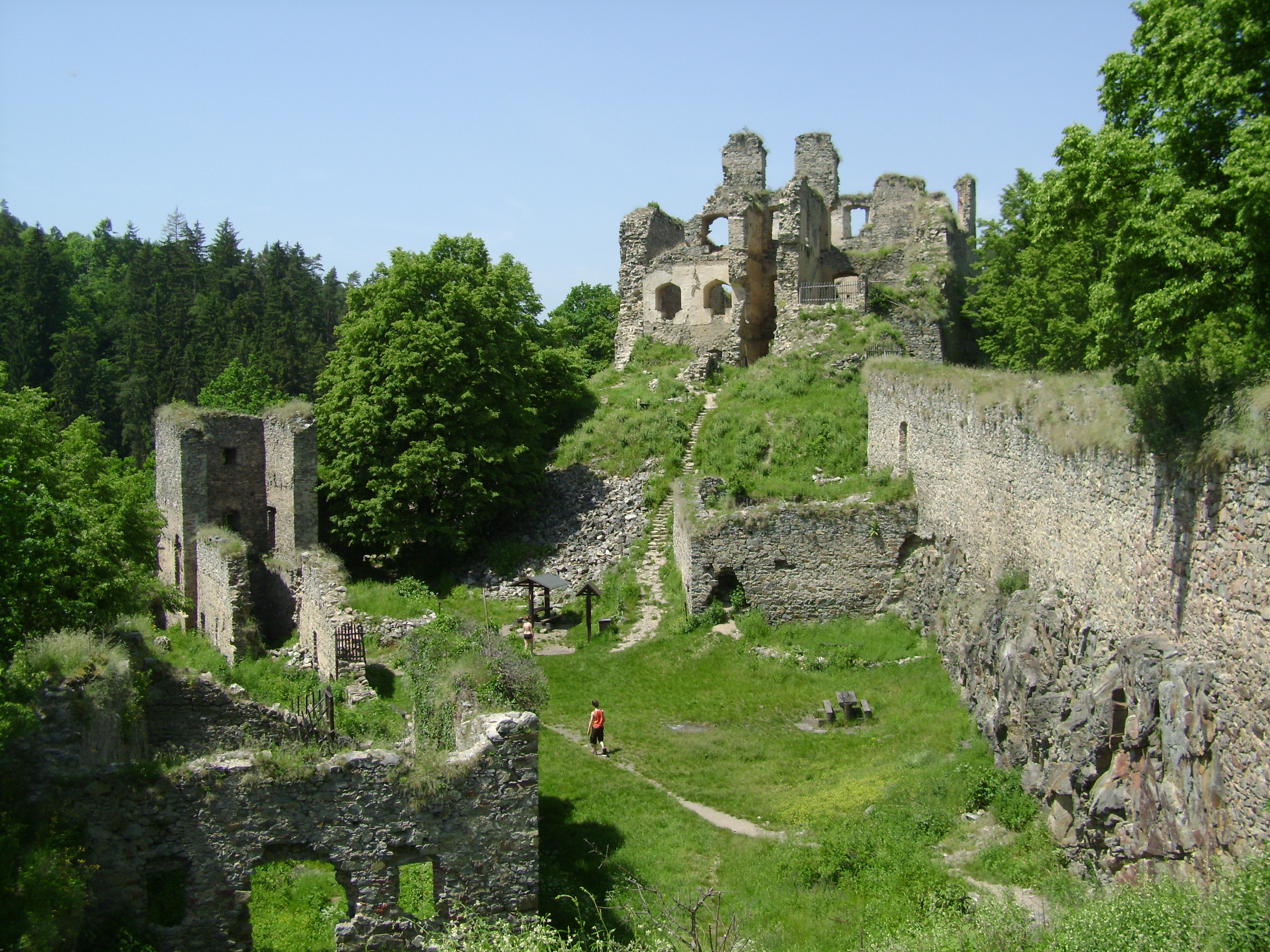
Dívčí Kámen, die Hauptburg im Westen der Anlage heute

- Die Burg Dívčí Kámen ist eine der wenigen Burgen, deren Gründungsurkunde erhalten ist: König Karl IV. gestattet der Familie von Rosenberg, die Burg zu errichten.
- Erste urkundliche Erwähnung von Kappelrodeck

### Kultur
- Das gotische Aachener Rathaus wird fertiggestellt.

### Gesellschaft
- In England wird als Folge des Hundertjährigen Krieges Französisch als Schulfach abgeschafft.

### Religion
- 20. Oktober: Papst Clemens VI. verbietet das Flagellantentum.
- Wilhelm von Gennep wird Erzbischof von Köln.

### Katastrophen
- 24. Juli: In Frankfurt am Main zerstört ein vom Rathaus ausgehendes Großfeuer einen Teil des angrenzenden Doms sowie praktisch das gesamte angrenzende Judenviertel.
- Die Pestepidemie in Europa erreicht ihren Höhepunkt. Der Schwarze Tod kostet zwischen 1347 und 1353 rund 25 Millionen Menschen das Leben. Er führt zu Geißlerzügen und Judenverfolgungen wegen angeblicher Brunnenvergiftungen.

## Geboren

### Genaues Geburtsdatum unbekannt
- Andrea de’ Bartoli, italienischer Maler († 1369)
- Smil Flaška von Pardubitz, böhmischer hoher Beamter und Schriftsteller († 1403)
- Jefimija, serbische Nonne und Lyrikerin, Gründerin eines Zentrums für Seidenstickerei († 1405)
- Künga Trashi, Person des tibetischen Buddhismus († 1425)
- Rendawa Shönnu Lodrö, Person des tibetischen Buddhismus († 1412)

### Geboren um 1349
- 1349/1350: Albrecht III., Herzog von Österreich († 1395)

## Gestorben

### Erstes Halbjahr
- 24. Januar: Luchino Visconti, Regent von Mailand (* 1287)
- zwischen 18. und 29. Januar: Ludwig II., Herr der Waadt (* zwischen 1283 und 1293)
- 8. Februar: Hugh le Despenser, englischer Adeliger (* um 1308)
- 21. März: Elisabeth von Sizilien, Herzogin von Bayern (* um 1310)
- 23. April: Catherine Grandison, Countess of Salisbury, englische Adlige, Mätresse von Edward III. von England (* um 1304)
- 6. Mai: Heinrich II., Abt des Zisterzienserklosters Ebrach
- 30./31. Mai: Thomas Wake, englischer Adeliger und Militär (* 1298)
- 14. Juni: Günther XXI. von Schwarzburg-Blankenburg, deutscher Adeliger, kurzfristiger Gegenkönig der Luxemburger (* 1304)
- 23. Juni: Pierre Bertrand, französischer Kardinal, Theologe und Kirchenrechtler (* 1280)

### Zweites Halbjahr
- 4. Juli: Jehuda ben Ascher, Kölner Talmudist und Rabbiner in Toledo (* 1270)
- 14. Juli: Alexander Bicknor, englischer Geistlicher und Erzbischof von Dublin (* nach 1260)
- 21. Juli: John Lestrange, englischer Adeliger (* um 1306)
- 25. Juli: Isabel de Ferrers, englische Adelige (* 1317)
- vor 10. August: Alicia Comyn, schottische Adelige (* vor 1296)
- 14. August: Walram von Jülich, Erzbischof von Köln (* um 1304)
- 26. August: Thomas Bradwardine, englischer Mathematiker, Philosoph und Theologe (* um 1290)
- 7. September: Margarethe von Luxemburg, Königin von Ungarn und Kroatien (* 1335)
- 11. September: Jutta von Luxemburg, Kronprinzessin von Frankreich (* 1315)
- 28. September: Katharina von Habsburg, Herrin von Coucy, Gräfin von Hardegg und Burggräfin von Magdeburg (* 1320)
- 29. September: Richard Rolle, englischer Eremit und Autor (* um 1290/1310)
- 29. September: Margaret Wake, englische Adelige (* um 1300)
- um den 3. Oktober: Johannes Hake, Göttinger Arzt, Bischof von Verden und Freising (* um 1280)
- 6. Oktober: Johanna II., Königin von Navarra und Gräfin der Champagne (* 1311)
- 23. Oktober: Nikolaus von Lyra, französischer Theologe (* um 1270/1275)
- 25. Oktober: Jakob III. von Mallorca, König von Mallorca, Graf von Cerdanya und Roussillon sowie Herr von Montpellier (* 1315)
- 18. November: Friedrich der Ernsthafte, Markgraf von Meißen und Landgraf von Thüringen (* 1310)
- 31. Dezember: Hermann von Prag, Bischof von Ermland (* um 1280)

### Genaues Todesdatum unbekannt
- Juli oder August: John Pattishall, englischer Adeliger (* um 1293)
- Sennuccio del Bene, Florentiner Dichter (* um 1275)
- Johann III. von Deckenbrock deutscher Ritter, Droste des Domkapitels, Ratsherr, Stadtrichter, Bürgermeister der Stadt Münster und Gutsbesitzer (* vor 1295)
- Albrecht II., Graf von Regenstein (* um 1293)
- Eberwin von Rodach, Protonotar von Markgraf Ludwig von Brandenburg
- Johannes Rode, deutscher Jurist, Ratssekretär (Stadtschreiber) der Hansestadt Lübeck und Chronist (* um 1280)
- Ulrich III. von Neuhaus, böhmischer Adeliger (* 1299)

### Gestorben um 1349
- Agnolo di Ventura, italienischer Architekt und Bildhauer (* um 1290)
- 1348/49: Johanna von Burgund, Königin von Frankreich (* um 1293)

- Karte mit allen verlinkten Seiten:
- OSM |
- WikiMap